# Francis Meletzky

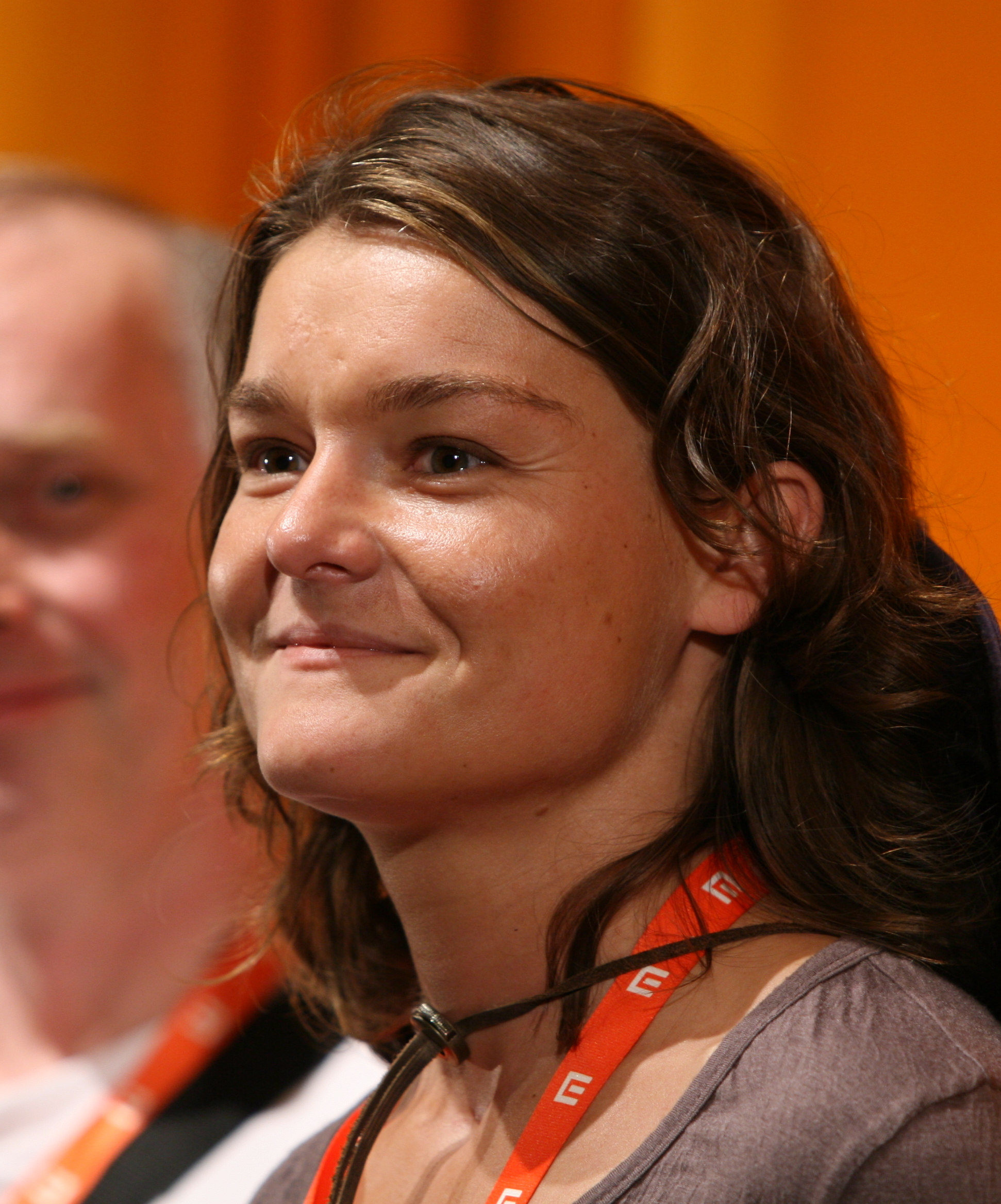
Francis Meletzky 2008 beim Internationalen Filmfestival Karlovy Vary

Francis Meletzky (geboren als Franziska Meletzky, * 23. Juli 1973 in Leipzig) ist eine deutsche Filmregisseurin.
Seit 2017 verwendet sie statt „Franziska“ den Vornamen „Francis“, der im Vor- und Abspann zum ersten Mal 2018 bei dem TV-Zweiteiler Aenne Burda – Die Wirtschaftswunderfrau erscheint.

## Leben und Wirken
Von 1993 bis 1997 studierte Meletzky an der Universität Leipzig Germanistik, Anglistik sowie Kommunikations- und Medienwissenschaft. Im Jahre 1997 begann sie ein Regie-Studium an der Hochschule für Film und Fernsehen „Konrad Wolf“ in Potsdam-Babelsberg, welches sie 2004 abschloss.
1999 drehte sie mit Duft ihren ersten Kurzfilm, für den sie auch das Drehbuch verfasste. Im Jahre 2004 inszenierte sie mit Nachbarinnen ihren ersten langen Spielfilm, der 2004 für den First Steps Award und 2005 für den New Faces Award als bester Debütfilm nominiert wurde. Für Nachbarinnen brachte Meletzky zudem Drei Jahre darauf folgte Frei nach Plan, der auf dem Internationalen Filmfestival Shanghai als Bester Film ausgezeichnet wurde. 2008 drehte Meletzky zwei Episoden der Fernsehserie Dr. Psycho – Die Bösen, die Bullen, meine Frau und ich.
Francis Meletzky ist verheiratet und Mutter zweier Kinder. Die Familie lebt in Potsdam.

## Filmografie (Auswahl)

### Langfilme
Wo nicht anders ausgewiesen, handelt es sich um einen Fernseh-Spielfilm.
- 2004: Nachbarinnen (Kinospielfilm)
- 2007: Frei nach Plan (Kinospielfilm)
- 2008: Dr. Psycho – Die Bösen, die Bullen, meine Frau und ich (Fernsehserie, zwei Folgen)
- 2009: Stromberg (Fernsehserie, Staffel 4, vier Folgen)
- 2009: Bloch: Bauchgefühl (Fernsehserie)
- 2010: SOKO Leipzig (Fernsehserie, Staffel 10, zwei Folgen)
- 2011: Bloch: Der Heiland (Fernsehserie)
- 2011: Es ist nicht vorbei
- 2011: Tatort: Zwischen den Ohren (Fernsehreihe)
- 2012: Tatort: Wegwerfmädchen (Fernsehreihe)
- 2012: Tatort: Das goldene Band (Fernsehreihe)
- 2013: Einmal Leben bitte
- 2013: Tatort: Die Fette Hoppe (Fernsehreihe)
- 2014: Konrad und Katharina
- 2015: Die kalte Wahrheit
- 2015: Vertraue mir
- 2016: Nur eine Handvoll Leben
- 2016: Die Diplomatin – Entführung in Manila
- 2017: Verräter – Tod am Meer
- 2017: Vorwärts immer! (Kinospielfilm)
- 2017: Tatort: Auge um Auge (Fernsehreihe)
- 2018: Lotte Jäger und die Tote im Dorf (Fernsehreihe)
- 2018: Aenne Burda – Die Wirtschaftswunderfrau (Fernseh-Zweiteiler)
- 2019: Wolfsland: Das heilige Grab (Fernsehreihe)
- 2019: Wolfsland: Heimsuchung (Fernsehreihe)
- 2021: Nächste Ausfahrt Glück – Juris Rückkehr
- 2021: Nächste Ausfahrt Glück – Beste Freundinnen
- 2022: Tatort: Des Teufels langer Atem
- 2022: Katharina Tempel – Was wir verbergen
- 2023: Schlafende Hunde (Sechsteiler)
- 2025: Ein ganz großes Ding

### Kurzfilme
- 1996: Blind Date (Kurz-Spielfilm)
- 1999: Duft (Kurz-Spielfilm)
- 2000: 39 ½ (Kurz-Spielfilm)
- 2001: Alles mit Besteck (Kurz-Spielfilm)

## Auszeichnungen
- 2005: Preis zur Förderung des künstlerischen Nachwuchses der DEFA-Stiftung
- 2005: Nominierung New Faces Award – Bester Debütfilm für Nachbarinnen
- 2007: Internationales Filmfestival Shanghai – Bester Film für Frei nach Plan
- 2016: Bayerischer Filmpreis Beste Regie für Vorwärts immer!